# Patrick Browne
Patrick Browne ( 1720-1790) fue un médico y botánico irlandés.

## Carrera
Nacido en Woodstock, en el Condado de Mayo, se trasladó con sus padres a Antigua en 1737, retornando a Europa por una enfermedad después de dos años. Estudió Medicina, Historia natural y, especialmente, Botánica en Reims, París y Leyden, recibiéndose en 1743. Trabajó como médico en el St. Thomas's Hospital, de Londres, y visitó Barbados, Montserrat, Antigua y St. Kitts en las Indias Occidentales, ubicándose como doctor en Colonia de Jamaica en 1746.
Se carteaba con el eminentísimo botánico Carlos Linneo.
De su abundante papelería se hallaron fragmentos de artículos sobre enfermedades venéreas.
Su mayor obra, 'La Historia Civil y Natural de Jamaica' (1756), ilustrada por el artista botánico Georg D. Ehret, contiene 104 nuevos nombres de géneros.
Se retiró a Rushbrook, cerca de Claremorris, Co. Mayo, en 1771.

## Honores

### Eponimia
- (Caesalpiniaceae) Brownea Jacq.[1]
- La abreviatura «P.Browne» se emplea para indicar a Patrick Browne como autoridad en la descripción y clasificación científica de los vegetales.[2]